# HMS Öresund (18)
HMS Öresund (18), även MUL 18, var en minutläggare i svenska marinen som togs i tjänst 1956. Fartyget fick namn 1985 men bytte i mitten av 1990-talet, från Öresund till Fårösund.
Hon var inledningsvis stationerad på sydkusten och tillhörde KA 2. I början av 1990-talet överfördes hon till KA 3, Fårösund, på Gotland, som ersättning för Mul 16, som utrangerades och såldes.
Mul 18 hör till de "mulor" som modifierades (enligt projektet "KAMULS" - KA MinUtläggningsSystem) i början av 1990-talet, då bland annat 40 mm akan m/36 demonterades, framdrivningsmaskineriet modifierades till ett så kallat hydrostatiskt system, ett modernt minhanteringssystem på fördäck installerades, styrhytten moderniserades, med mera.
Efter KA 3:s nedläggning 2000 överfördes Mul 18 till MKS i Karlskrona, från 2005 MarinB och slutligen tillhörde hon 3. Sjöstridsflottiljen. Hon avrustades hösten 2012 och såldes 2014.